# Paul Rudd
Paul Stephen Rudd  (Passaic, Nueva Jersey; 6 de abril de 1969) es un actor, comediante, escritor y productor de cine estadounidense. Estudió teatro en la Universidad de Kansas y en la Academia Estadounidense de Artes Dramáticas, antes de hacer su debut como actor en 1992 con la serie dramática titulada Sisters de NBC. Es conocido por sus papeles en las películas: Clueless (1995), Romeo + Juliet (1996), The Object of My Affection (1998), Wet Hot American Summer (2001), Anchorman: The Legend of Ron Burgundy (2004), The 40 Year Old Virgin (2005), Knocked Up (2007), Role Models (2008), I Love You, Man (2009), This Is 40 (2012), The Perks of Being a Wallflower (2012), Anchorman 2: The Legend Continues (2013), Los principios del cuidado (2016), Mute (2018) e Ideal Home (2018).
Desde 2015, Rudd interpreta a Scott Lang/Ant-Man en varias películas del Universo cinematográfico de Marvel, como Ant-Man (2015), Capitán América: Civil War (2016), Ant-Man and the Wasp (2018), Avengers: Endgame (2019) y Ant-Man and the Wasp: Quantumania (2023).
Además de su carrera cinematográfica, Rudd ha aparecido en numerosos programas de televisión, incluyendo la comedia Friends de NBC, en donde interpretó a Mike Hannigan; adicional a esto ha tenido roles como invitado en programas como: Tim and Eric Awesome Show, Great Job! y Parks and Recreation (en donde apareció como el empresario Bobby Newport) y ha sido anfitrión en Saturday Night Live. Rudd recibió una estrella en el Paseo de la fama de Hollywood el 1 de julio de 2015.

## Primeros años
Rudd nació en Passaic, Nueva Jersey, en una familia judía. Su padre, Michael Rudd, fue un guía turístico histórico y exvicepresidente de Trans World Airlines y murió de cáncer en 2008. Su madre, Gloria Irene (Granville), era gerente de ventas en la estación de televisión KCMO-TV en Kansas City. Sus padres nacieron en Inglaterra; su padre era de Edgware y su madre de Surbiton, ambos en Londres. Los padres de Rudd eran descendientes de inmigrantes judíos Ashkenazi que se mudaron a Gran Bretaña desde Rusia, Bielorrusia y Polonia. El apellido original de la familia de su padre, «Rudnitsky», fue cambiado por su abuelo a «Rudd», y el apellido de la familia de su madre era originalmente «Goldstein». Rudd tenía un estatus de Bar Mitzvah en Ontario, Canadá. Al crecer, le encantaba leer los cómics británicos, The Beano y The Dandy, los cuales le enviaría su tío en el Reino Unido.
Cuando tenía diez años, la familia de Rudd se mudó a Lenexa, Kansas. Su familia también pasó tres años viviendo en Anaheim, California, debido a la ocupación de su padre. En el Área metropolitana de Kansas City, Rudd asistió al Broadmoor Junior High y se graduó de la secundaria en el Shawnee Mission West High School durante la promoción de 1987. Rudd asistió a la Universidad de Kansas, donde se especializó en teatro. Fue miembro de la fraternidad Sigma Nu en esa universidad. Estudió en la Academia Americana de Arte Dramático en Los Ángeles con su compañero actor Matthew Lillard. Rudd pasó tres meses estudiando teatro jacobeo en la Academia de Drama Británica Americana con sede en Oxford, Inglaterra. Mientras asistía a la escuela de actuación, Rudd trabajaba como disc-jockey para el Bar Mitzvah. Después de graduarse, trabajó en múltiples lugares, incluyendo su trabajo en la carnicería de jamones de la Holiday Ham Company en Overland Park, Kansas.

## Carrera

### 1992-1999: Inicios
Rudd hizo su debut como actor en 1992 con el drama televisivo Sisters, donde interpretó a Kirby Quimby Philby. 
En 1994, apareció en Wild Oats durante seis episodios. Rudd dejó la serie Sisters en 1995 para aparecer en la película de comedia Clueless con Alicia Silverstone. También apareció en Halloween: The Curse of Michael Myers, William Shakespeare's Romeo + Juliet , The Locusts, Overnight Delivery, The Object of My Affection, y 200 Cigarettes. Formó parte del elenco de la película The Cider House Rules de 1999, en donde recibió una nominación al Sindicato de Actores de Cine por mejor actor de reparto en una película.

### 2000-2009: Éxito en roles principales
Interpretó al agente del FBI Ian Curtis en la película de acción de 2000 de Benny Chan, Gen-Y Cops. En 2002, fue elegido para la comedia Friends como Mike Hannigan, en donde se casa con Phoebe Buffay, interpretada por Lisa Kudrow. En 2006, apareció en varios episodios de Reno 911! como «Guy Gerricault» (pronunciado «jericho»), un entrenador de una clase de lamaze, y luego interpretó a un narcotraficante en la película Reno 911!: Miami. Actuó como estrella de rock de los años 90 interpretando a Desmond Fellows, en la serie de televisión Veronica Mars, en el episodio de 2007 titulado «Debasement Tapes».

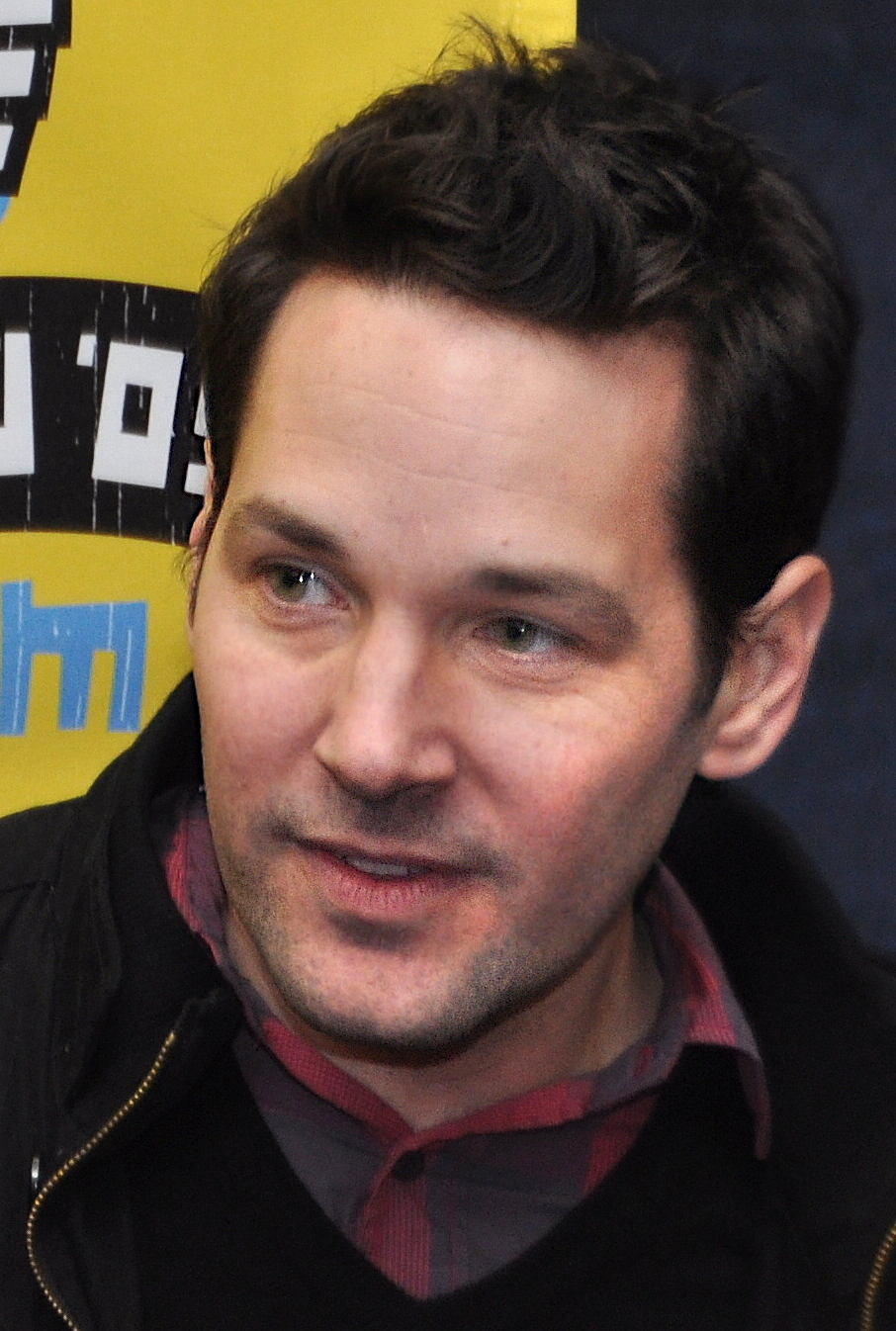
Rudd en el estreno de I Love You, Man en marzo de 2009

El año 2004 marcó el comienzo de su trabajo con el director y productor Judd Apatow, primero en la película Anchorman: The Legend of Ron Burgundy donde interpretó a Brian Fantana, y actuó junto a con Steve Carell, David Koechner y Will Ferrell, y fue producida por Apatow. Nuevamente en el año 2005, trabajó en otra película dirigida por Apatow titulada The 40 Year Old Virgin, en donde actuó con Carell y Seth Rogen. Posteriormente trabajó con Apatow en Knocked Up en 2007, donde interpretó a Pete, un esposo frustrado casado con el personaje de Leslie Mann. En esa película, coprotagonizó con Jason Segel, Jonah Hill, Seth Rogen y Jay Baruchel. También fue el narrador de la edición de 2007 de la serie de documentales deportivos Hard Knocks, centrándose en su equipo favorito, los Kansas City Chiefs. (Esta es la única vez que alguien además de Liev Schreiber ha narrado una temporada de Hard Knocks). Rudd apareció como John Lennon en la película de comedia Walk Hard: The Dewey Cox Story en 2007, y como un instructor de surf adicto a las drogas en la película dirigida por Nicholas Stoller titulada Forgetting Sarah Marshall en 2008, en donde volvió a actuar junto a Jason Segel y Jonah Hill, y ambas películas fueron producidas por Apatow. 
Rudd apareció como cameos sin acreditar en Year One (2009) y Bridesmaids (2011). En 2012, protagonizó y también coprodujo con Apatow la película Wanderlust, la cual coprotagonizó con Jennifer Aniston. Protagonizó la película de comedia This Is 40 con Leslie Mann, un spin-off de Knocked Up, que fue dirigido y producido por Apatow. Repitió su papel de Brian Fantana en 2013 en Anchorman 2: The Legend Continues.
En 2007, protagonizó The Oh in Ohio y The Ten con David Wain y Michael Showalter respectivamente, y luego en Over Her Dead Body con Eva Longoria al año siguiente. En su comedia, la cual también escribió, Role Models, él y su coprotagonista Seann William Scott interpretan a vendedores de bebidas energéticas obligados a realizar servicios comunitarios en un programa de tutoría infantil.
En 2009, Rudd apareció nuevamente con Jason Segel en I Love You Man, donde él y Segel interpretan a amigos que se unen por su amor compartido por la banda de rock Rush. Tanto Rudd como Segel son fanáticos de la banda. También en 2009, Rudd cocreó la serie de televisión Party Down con John Embom, Rob Thomas y Dan Etheridge. Prestó su voz para la película animada por computadora de DreamWorks titulada Monsters Vs. Aliens.

### Desde 2010: éxito continuo yAnt-Man
En 2010, Rudd actuó por segunda vez junto a Steve Carell desde The 40 Year Old Virgin, para la comedia dirigida por Jay Roach, Dinner for Schmucks. En 2012, tuvo un papel secundario en el drama adolescente The Perks of Being a Wallflower, interpretando al Sr. Anderson, el maestro de Charlie, interpretado por Logan Lerman. Protagonizó la comedia dramática de 2011 Our Idiot Brother con Elizabeth Banks, Zooey Deschanel y Emily Mortimer. Fue la quinta película que Rudd protagonizó con Elizabeth Banks. Él había aparecido previamente con ella en Wet Hot American Summer (2001), The Baxter (2005), The 40-Year-Old Virgin (2005) y Role Models (2008).
En 2012, Rudd firmó para aparecer en cuatro episodios de Parks and Recreation de NBC como Bobby Newport, un candidato para el Concejo municipal y rival del personaje de Amy Poehler y Leslie Knope, un papel por el cual ganó un Premio de la Crítica Televisiva a la mejor estrella invitada en una comedia. En 2014, comenzó a proporcionar voces en off para comerciales de televisión de la empresa Hyundai. También ha puesto su voz para las grabaciones de audiolibros de los libros de John Hodgman: The Areas of My Expertise (2005) y More Information Than You Require (2008).

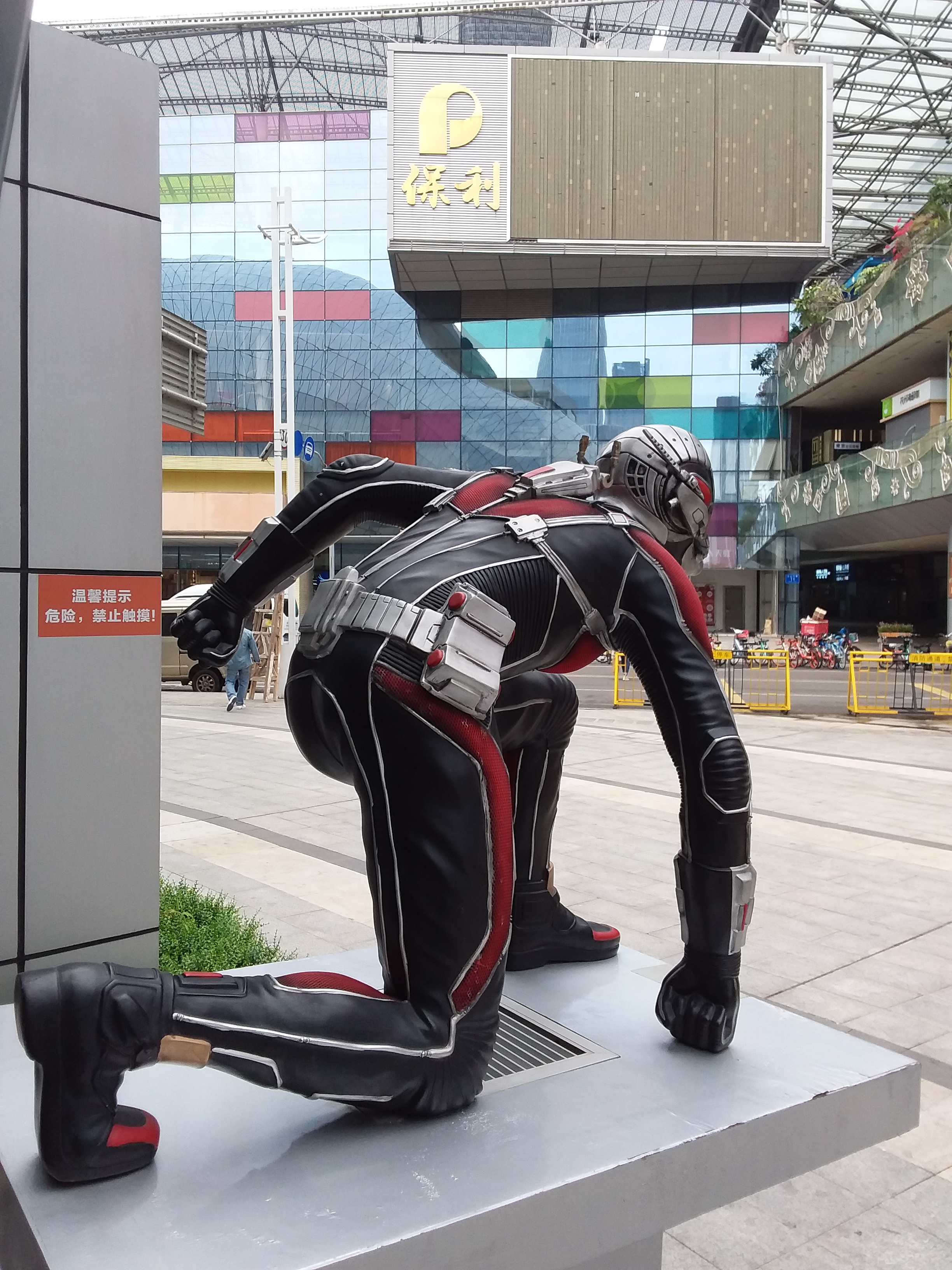
Traje que utiliza Rudd para la película Ant-Man

El 19 de diciembre de 2013, Rudd fue confirmado oficialmente como protagonista de la película de Marvel de 2015 Ant-Man, en donde interpretó a Scott Lang/Ant-Man. Rudd repitió su papel en Capitán América: Civil War (2016), así como en la secuela de Ant-Man de 2018 titulada Ant-Man and the Wasp; en donde también participó como coescritor. Rudd retomó su personaje nuevamente junto a Evangeline Lilly en Avengers: Endgame (2019).
Rudd retomó su papel Andy de la película Wet Hot American Summer en la precuela de Netflix titulada Wet Hot American Summer: First Day of Camp, junto a un elenco compuesto por Bradley Cooper, Amy Poehler y Elizabeth Banks, todos repitiendo sus papeles de la película de 2001. En 2016, apareció en la película de comedia dramática Los principios del cuidado, junto a Selena Gomez, y prestó su voz a las películas animadas de El principito y La fiesta de las salchichas. Rudd también fue elegido como el protagonista de The Catcher Was a Spy (2018), interpretando a Moe Berg, un receptor de los Medias Rojas De Boston en la década de 1930. Apodado «El Profesor», Berg hablaba varios idiomas, evitaba el contacto social con los miembros del equipo y se unió al OSS durante la Segunda Guerra Mundial.
En 2022, participó en la película de Disney Chip 'n Dale: Rescue Rangers, interpretadose a él mismo en una aparición a modo de cameo.

## Teatro
Rudd también ha aparecido en obras de Broadway, la primera fue The Last Night of Ballyhoo como Joe Farkas en 1997. Al año siguiente apareció en Twelfth Night con Kyra Sedgwick y Max Wright en el Lincoln Center Theatre. En 2006, apareció en la producción de Broadway de Richard Greenberg Three Days of Rain con Bradley Cooper y Julia Roberts en el Teatro Bernard Jacobs. En 2012, Rudd apareció en la producción de Broadway de Craig Wright Grace en el Cort Theatre.

## Vida personal

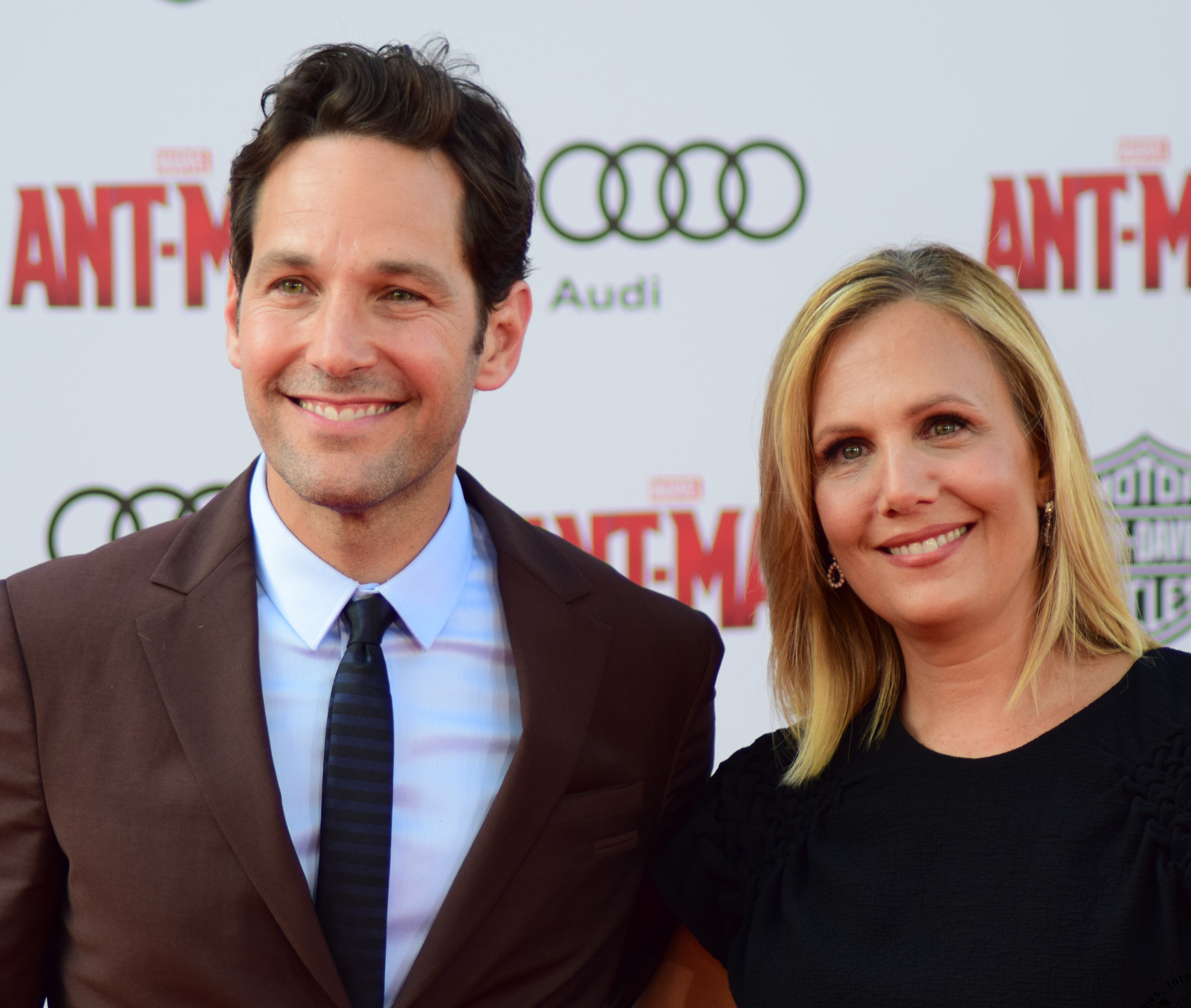
Rudd en el estreno mundial de Ant-Man en junio de 2015 con su esposa Julie Yaeger

En 2003, Rudd se casó con Julie Yaeger, a quien conoció poco después de trabajar en Clueless en la oficina de su publicista donde trabajaba Yaeger. Tienen dos hijos: un hijo, Jack Sullivan (n. 2006) y una hija, Darby (n. 2009).
Rudd es fanático de los Kansas City Royals de MLB y de los Kansas City Chiefs de la NFL, y narró la temporada de 2007 de Hard Knocks de HBO sobre ellos.
Rudd recibió una estrella en el Paseo de la fama de Hollywood el 1 de julio de 2015. Develó la estrella número 2.554 en la franja de placas del Bulevar de Hollywood. En esa ocasión, Rudd dijo: «Recuerdo que era un niño y caminaba por este bulevar y leía los nombres y pensaba en lo que pensaban tantos millones de personas, que es, ya sabes, ¿Y ese quién es?».
Rudd es partidario de la Asociación de Tartamudeo para Jóvenes (abreviado en inglés: SAY), una organización sin fines de lucro dedicada a ayudar a los jóvenes que tartamudean. Fue el anfitrión del sexto beneficio anual de bolos All-Star de la organización el 22 de enero de 2018. Rudd comentó para la revista Vanity Fair que se convirtió en un defensor de la tartamudez de la conciencia después de interpretar a un personaje que tartamudea en una obra de teatro. Rudd también es fundador de la organización benéfica The Big Slick, un evento deportivo centrado en celebridades que se celebra en Kansas City cada junio para apoyar los trabajos del hospital Children's Mercy de Kansas City.
Desde 2014, Rudd y su colega Jeffrey Dean Morgan han sido copropietarios de la tienda Samuel's Sweet Shop, una tienda de dulces en la ciudad de Rhinebeck, Nueva York, la cual salvaron de ser cerrada después de que el dueño anterior, un amigo suyo, muriera repentinamente.

## Filmografía

### Cine
| Año  | Título                                      | Rol                     | Notas                             |
| ---- | ------------------------------------------- | ----------------------- | --------------------------------- |
| 1995 | Clueless                                    | Josh                    |                                   |
| 1995 | Halloween: The Curse of Michael Myers       | Tommy Doyle             | Acreditado como Paul Stephen Rudd |
| 1996 | Romeo + Juliet                              | Dave Paris              |                                   |
| 1996 | The Size of Watermelons                     | Alex                    |                                   |
| 1997 | The Locusts                                 | Earl                    |                                   |
| 1998 | Overnight Delivery                          | Wyatt Trips             |                                   |
| 1998 | The Object of My Affection                  | George Hanson           |                                   |
| 1999 | 200 Cigarettes                              | Kevin                   |                                   |
| 1999 | The Cider House Rules                       | Wally Worthington       |                                   |
| 2000 | Gen-Y Cops                                  | Ian Curtis              |                                   |
| 2001 | Wet Hot American Summer                     | Andy                    |                                   |
| 2001 | Reaching Normal                             | Kenneth                 |                                   |
| 2001 | The Château                                 | Graham Granville        |                                   |
| 2003 | The Shape of Things                         | Adam Sorenson           |                                   |
| 2003 | Two Days                                    | Paul Miller             |                                   |
| 2003 | House Hunting                               | Daniel                  | Cortometraje                      |
| 2004 | Anchorman: The Legend of Ron Burgundy       | Brian Fantana           |                                   |
| 2004 | P.S.                                        | Sammy Silverstein       |                                   |
| 2004 | Wake Up, Ron Burgundy: The Lost Movie       | Brian Fantana           |                                   |
| 2005 | The Baxter                                  | Dan Abbott              |                                   |
| 2005 | The 40-Year-Old Virgin                      | David                   |                                   |
| 2005 | Tennis, Anyone...?                          | Lance Rockwood          |                                   |
| 2006 | The Oh in Ohio                              | Jack Chase              |                                   |
| 2006 | Diggers                                     | Hunt                    |                                   |
| 2006 | Night at the Museum                         | Don                     |                                   |
| 2007 | Reno 911!: Miami                            | Ethan                   |                                   |
| 2007 | I Could Never Be Your Woman                 | Adam Pearl              |                                   |
| 2007 | The Ex                                      | Leon                    |                                   |
| 2007 | Knocked Up                                  | Pete                    |                                   |
| 2007 | The Ten                                     | Jeff Reigert            | También como productor            |
| 2007 | Walk Hard: The Dewey Cox Story              | John Lennon             | Cameo no acreditado               |
| 2008 | Over Her Dead Body                          | Dr. Henry Mills         |                                   |
| 2008 | Forgetting Sarah Marshall                   | Chuck                   |                                   |
| 2008 | Role Models                                 | Danny Donahue           | También como escritor             |
| 2009 | I Love You, Man                             | Peter Klaven            |                                   |
| 2009 | Sesame Street: Being Green                  | Mr. Earth               |                                   |
| 2009 | Monsters vs. Aliens                         | Derek Dietl             | Voz                               |
| 2009 | Year One                                    | Abel                    | Sin acreditar                     |
| 2010 | Dinner for Schmucks                         | Tim Conrad              |                                   |
| 2010 | How Do You Know                             | George Madison          |                                   |
| 2011 | Our Idiot Brother                           | Ned                     |                                   |
| 2012 | Wanderlust                                  | George                  | También como productor            |
| 2012 | The Perks of Being a Wallflower             | Bill Anderson           |                                   |
| 2012 | This Is 40                                  | Pete                    |                                   |
| 2013 | Admission                                   | John                    |                                   |
| 2013 | Prince Avalanche                            | Alvin                   |                                   |
| 2013 | This Is the End                             | Él mismo                | Cameo                             |
| 2013 | All Is Bright                               | Rene                    |                                   |
| 2013 | Anchorman 2: The Legend Continues           | Brian Fantana           |                                   |
| 2014 | They Came Together                          | Joel                    |                                   |
| 2015 | El principito                               | Mr. Prince              | Voz                               |
| 2015 | Ant-Man                                     | Scott Lang/Ant-Man      | También como escritor             |
| 2016 | Capitán América: Civil War                  | Scott Lang/Ant-Man      |                                   |
| 2016 | Los principios del cuidado                  | Ben                     |                                   |
| 2016 | La fiesta de las salchichas                 | Darren                  | Voz                               |
| 2016 | Nerdland                                    | John                    | Voz                               |
| 2016 | Rush: Time Stand Still                      | Narrador                |                                   |
| 2017 | Fun Mom Dinner                              | Brady                   | También como productor ejecutivo  |
| 2018 | The Catcher Was a Spy                       | Moe Berg                |                                   |
| 2018 | A Futile and Stupid Gesture                 | Lawrence «Larry» Kroger | Cameo                             |
| 2018 | Ideal Home                                  | Paul                    |                                   |
| 2018 | Mute                                        | Cactus Bill             |                                   |
| 2018 | Ant-Man and the Wasp                        | Scott Lang/Ant-Man      | También como escritor             |
| 2019 | Avengers: Endgame                           | Scott Lang/Ant-Man      |                                   |
| 2019 | Between Two Ferns: The Movie                | Él mismo                |                                   |
| 2021 | Ghostbusters: Afterlife                     | Sr. Grooberson          |                                   |
| 2022 | Chip 'n Dale: Rescue Rangers                | Él mismo                | Cameo                             |
| 2023 | Ant-Man and the Wasp: Quantumania           | Scott Lang/Ant-Man      |                                   |
| 2023 | Teenage Mutant Ninja Turtles: Mutant Mayhem | Mondo Gecko             |                                   |
| 2024 | Ghostbusters: Frozen Empire                 | Gary Grooberson         |                                   |
| 2024 | Friendship                                  | Craig Waterman          |                                   |

### Televisión
| Año     | Título                                                 | Rol                                        | Notas                                                           |
| ------- | ------------------------------------------------------ | ------------------------------------------ | --------------------------------------------------------------- |
| 1992–95 | Sisters                                                | Kirby Quimby Philby                        | 20 episodios                                                    |
| 1993    | The Moment of Truth                                    | Scott                                      | Película de televisión                                          |
| 1993    | The Fire Next Time                                     | David                                      | Episodio: «Episode Two»                                         |
| 1994    | Runaway Daughters                                      | Jimmy                                      | Película de televisión                                          |
| 1994    | Wild Oats                                              | Brian Grant                                | 6 episodios                                                     |
| 1996    | Clueless                                               | Sonny                                      | Episodio: «I Got You Babe»                                      |
| 2000    | Deadline                                               | Zander Price                               | Episodio: «Lovers and Madmen»                                   |
| 2000    | Strangers with Candy                                   | Brent Brooks                               | Episodio: «The Last Temptation of Blank»                        |
| 2002–04 | Friends                                                | Mike Hannigan                              | 18 episodios                                                    |
| 2005    | Stella                                                 | Greg                                       | Episodio: «Office Party»                                        |
| 2006    | Cheap Seats                                            | Dave Penders                               | Episodio: «1996 Spelling Bee: Part 2»                           |
| 2006    | Robot Chicken                                          | Jasper the Douchebag Ghost / Ang Lee (voz) | Episodio: «Book of Corrine»                                     |
| 2006–07 | Reno 911!                                              | Guy Gerricault                             | 5 episodios                                                     |
| 2007    | The Naked Trucker and T-Bones Show                     | Pasajero antagonista                       | Episodio: «Gold Watch»                                          |
| 2007    | Veronica Mars                                          | Desmond Fellows                            | Episodio: «Debasement Tapes»                                    |
| 2007    | Hard Knocks: Training Camp with the Kansas City Chiefs | Él mismo                                   | Narrador                                                        |
| 2008    | Little Britain USA                                     | French president                           | Episodio: «1.3»                                                 |
| 2008    | Wainy Days                                             | Alias                                      | Episodio: «The Pickup»                                          |
| 2008–22 | Saturday Night Live                                    | Él mismo                                   | Presentador, 5 episodios                                        |
| 2009    | Delocated                                              | Él mismo                                   | Episodio: «Pilot»                                               |
| 2009–10 | Party Down                                             | Él mismo                                   | Cocreador, escritor y productor ejecutivo                       |
| 2011–14 | The Simpsons                                           | Él mismo                                   | 3 episodios                                                     |
| 2012    | Comedy Bang! Bang!                                     | Él mismo                                   | Episodio: «Paul Rudd Wears A Red Lumberjack Flannel Shirt»      |
| 2012    | Louie                                                  | Él mismo                                   | Episodio: «Late Show: Part 3»                                   |
| 2012    | Tim and Eric Awesome Show, Great Job!                  | Él mismo                                   | Episodio: «Man Milk»                                            |
| 2012–15 | Parks and Recreation                                   | Bobby Newport                              | 5 episodios                                                     |
| 2013    | Burning Love                                           | Nate                                       | 3 episodios                                                     |
| 2015    | The Jack and Triumph Show                              | Él mismo                                   | Episodio: «Coffee»                                              |
| 2015    | Moone Boy                                              | George Gershwin                            | Episodio: «Gershwin's Bucket List»                              |
| 2015    | Wet Hot American Summer: First Day of Camp             | Andy                                       | 8 episodios                                                     |
| 2015    | Neon Joe, Werewolf Hunter                              | Él mismo                                   | Episodio: «Made Ya Look»                                        |
| 2016    | Bob's Burgers                                          | Jericho (voz)                              | Episodio: «The Horse Rider-er»                                  |
| 2016    | Travel Man                                             | Él mismo                                   | Episodio: «48 Hours in Helsinki»                                |
| 2017    | Nightcap                                               | Él mismo                                   | Episodio: «Go-Fund Yourself»                                    |
| 2017    | Wet Hot American Summer: Ten Years Later               | Andy                                       | 6 episodios                                                     |
| 2018    | iZombie                                                | Él mismo (cameo de voz)                    | Episodio: «And He Shall Be A Good Man»                          |
| 2019    | Living with Yourself                                   | Miles Elliot                               | También productor ejecutivo                                     |
| 2020    | Saturday Night Live                                    | Él mismo                                   | Invitado; Sketch de Cousin Mandy; Episodio: "Brad Pitt"         |
| 2020    | Last Week Tonight with John Oliver                     | Él mismo                                   | Video que refutando las teorías de conspiración del coronavirus |
| 2020    | Home Movie: The Princess Bride                         | Westley                                    | Episodio: " Chapter Ten: To The Pain!"                          |
| 2020    | At Home with Amy Sedaris                               | Melisso Junkins                            | Episodio: "New Year's"                                          |
| 2021    | What If...?                                            | Scott Lang / Ant-Man (voz)                 | Episodio:"What If... Zombies?"; Invitado                        |
| 2021    | The Shrink Next Door                                   | Dr. Isaac Herschkopf                       | 8 episodios, productor ejecutivo                                |
| 2022-23 | Only Murders in the Building                           | Ben Glenroy                                | Episodio:"I Know Who Did It"; Invitado                          |

## Premios y nominaciones
| Año  | Premiación             | Categoría                                             | Nominado por                          | Resultado | Ref.   |
| ---- | ---------------------- | ----------------------------------------------------- | ------------------------------------- | --------- | ------ |
| 2005 | MTV Movie & TV Awards  | Mejor Actuación Musical                               | Anchorman: The Legend of Ron Burgundy | Nominado  | [ 69 ] |
| 2005 | MTV Movie & TV Awards  | Mejor Equipo en Pantalla (compartido con el elenco)   | Anchorman: The Legend of Ron Burgundy | Nominado  | [ 69 ] |
| 2006 | MTV Movie & TV Awards  | Mejor Equipo en Pantalla (compartido con el elenco)   | The 40-Year-Old Virgin                | Nominado  | [ 70 ] |
| 2007 | Teen Choice Awards     | Mejor Química en Pantalla (compartido con Seth Rogen) | Knocked Up                            | Nominado  | [ 71 ] |
| 2009 | Teen Choice Awards     | Mejor Momento Musical (compartido con Jason Segel)    | I Love You, Man                       | Nominado  | [ 72 ] |
| 2012 | Critics' Choice Awards | Mejor Actor Invitado en Serie de Comedia              | Parks and Recreation                  | Ganador   | [ 73 ] |
| 2013 | Critics' Choice Awards | Mejor Actor en Comedia                                | This Is 40                            | Nominado  | [ 74 ] |
| 2014 | MTV Movie & TV Awards  | Mejor Pelea (compartido con el elenco)                | Anchorman 2: The Legend Continues     | Nominado  | [ 75 ] |
| 2014 | MTV Movie & TV Awards  | Momento más Loco (compartido con el elenco)           | Anchorman 2: The Legend Continues     | Nominado  | [ 75 ] |
| 2015 | Teen Choice Awards     | Mejor Actor de Cine del Verano                        | Ant-Man                               | Nominado  | [ 76 ] |
| 2016 | Critics' Choice Awards | Mejor Actor de Acción                                 | Ant-Man                               | Nominado  | [ 77 ] |
| 2016 | MTV Movie & TV Awards  | Mejor Héroe                                           | Ant-Man                               | Nominado  | [ 78 ] |
| 2016 | Saturn Awards          | Mejor Actor                                           | Ant-Man                               | Nominado  | [ 79 ] |
| 2019 | Critics' Choice Awards | Mejor Actor en Serie de Comedia                       | Living with Yourself                  | Nominado  | [ 80 ] |
| 2019 | Teen Choice Awards     | Mejor Actor de Cine de Acción                         | Ant-Man and the Wasp                  | Nominado  | [ 81 ] |